# Championnat de Russie de futsal
Le Championnat de Russie de futsal, appelé Superliga, est une compétition de futsal qui représente le sommet de la hiérarchie de la discipline en Russie fondée en 1991. Elle est gérée par l'Association russe de futsal (AMFR), une division de la Fédération de Russie de football. La ligue est considérée comme l'une des meilleures d'Europe et du monde.

## Histoire
Le Dina Moscou domine le futsal russe dans les années 1990, emmenée par un des meilleurs buteurs mondiaux de l'époque Konstantin Eremenko.
Dans les années 2010, la Russie bénéficie de la présence de joueurs étrangers avec un championnat d'une certaine homogénéité entre le Gazprom Ugra, le Dina Moskva, le FC Dynamo ou encore le Sinara Ekaterinburg.

## Format
La compétition est composée de neuf équipes, dont les six premiers classés à l'issue de la phase régulière disputent des éliminatoires pour le titre. Les séries éliminatoires se jouent au meilleur des cinq matchs.
Le vainqueur de la ligue rencontre le vainqueur de la Coupe de Russie dans la Supercoupe de Russie.

## Palmarès

### Par édition
| Saison    | Champion                    | Vice-champion           | Troisième               | Meilleur buteur         |
| --------- | --------------------------- | ----------------------- | ----------------------- | ----------------------- |
| 1991      | KSM24                       | MFK Metallurg Aldan     | MFK Agros-Intex         | Alexander Verizhnikov   |
| 1992      | Dina Moscou                 | Spartak Moscou          | MFK Stroitel-7          | Konstantin Eremenko     |
| 1992-1993 | Dina Moscou (2)             | MFK Chertanovo          | MFK Celjabinsk          | Konstantin Eremenko (2) |
| 1993-1994 | Dina Moscou (3)             | MFK Celjabinsk          | KSM24                   | Konstantin Eremenko (3) |
| 1994-1995 | Dina Moscou (4)             | Spartak Moscou          | Sinara Iekaterinbourg   | Konstantin Eremenko (4) |
| 1995-1996 | Dina Moscou (5)             | KSM24                   | Gazprom-Iougra Iougorsk | Konstantin Eremenko (5) |
| 1996-1997 | Dina Moscou (6)             | KSM24                   | Gazprom-Iougra Iougorsk | Konstantin Eremenko (6) |
| 1997-1998 | Dina Moscou (7)             | Sinara Iekaterinbourg   | KSM24                   | Konstantin Eremenko (7) |
| 1998-1999 | Dina Moscou (8)             | Sinara Iekaterinbourg   | Spartak Moscou          | Konstantin Eremenko (8) |
| 1999-2000 | Dina Moscou (9)             | Spartak Moscou          | KSM24                   | Jorginho                |
| 2000-2001 | Spartak Moscou              | MFK Norilsk Nickel      | Gazprom-Iougra Iougorsk | Andrey Shabanov         |
| 2001-2002 | MFK Norilsk Nickel          | KSM24                   | Spartak Moscou          | Sergei Ivanov           |
| 2002-2003 | Dinamo Moscou               | MFK Norilsk Nickel      | Sinara Iekaterinbourg   | Sergei Ivanov (2)       |
| 2003-2004 | Dinamo Moscou (2)           | Dina Moscou             | Sinara Iekaterinbourg   | Sergei Koridze          |
| 2004-2005 | Dinamo Moscou (3)           | MFK Spartak Shelkovo    | Sinara Iekaterinbourg   | Kaká                    |
| 2005-2006 | Dinamo Moscou (4)           | Sinara Iekaterinbourg   | MFK Spartak Shelkovo    | Serjão                  |
| 2006-2007 | Dinamo Moscou (5)           | Sinara Iekaterinbourg   | Gazprom-Iougra Iougorsk | Vander Carioca          |
| 2007-2008 | Dinamo Moscou (6)           | Gazprom-Iougra Iougorsk | Sinara Iekaterinbourg   | Éder Lima               |
| 2008-2009 | Sinara Iekaterinbourg       | Dinamo Moscou           | Gazprom-Iougra Iougorsk | Éder Lima (2)           |
| 2009-2010 | Sinara Iekaterinbourg (2)   | MFK Tyumen              | Dinamo Moscou           | Cirilo                  |
| 2010-2011 | Dinamo Moscou (7)           | Sinara Iekaterinbourg   | MFK Sibirjak            | Éder Lima (3)           |
| 2011-2012 | Dinamo Moscou (8)           | MFK Sibirjak            | Gazprom-Iougra Iougorsk | Fernandinho             |
| 2012-2013 | Dinamo Moscou (9)           | Gazprom-Iougra Iougorsk | MFK Tyumen              | Fernandinho (2)         |
| 2013-2014 | Dina Moscou (10)            | Gazprom-Iougra Iougorsk | MFK Sibirjak            | Éder Lima (4)           |
| 2014-2015 | Gazprom-Iougra Iougorsk     | Dinamo Moscou           | MFK Sibirjak            | Fernandinho (3)         |
| 2015-2016 | Dinamo Moscou (11)          | Gazprom-Iougra Iougorsk | MFK Sibirjak            | Fernandinho (4)         |
| 2016-2017 | Dinamo Moscou (12)          | Dina Moscou             | Gazprom-Iougra Iougorsk |                         |
| 2017-2018 | Gazprom-Iougra Iougorsk (2) | MFK Sibirjak            | MFK Tyumen              |                         |
| 2018-2019 | MFK Tyumen                  | MFK KPRF Moscou         | MFK Dinamo Samara       |                         |
| 2019-2020 | MFK KPRF Moscou             | Gazprom-Iougra Iougorsk | Sinara Iekaterinbourg   |                         |
| 2020-2021 | Sinara Iekaterinbourg (3)   | MFK Tyumen              | MFK Norilsk Nickel      |                         |
| 2021-2022 | Gazprom-Iougra Iougorsk (3) | MFK KPRF Moscou         | MFK Norilsk Nickel      |                         |
| 2022-2023 | MFK KPRF Moscou (2)         | MFK Norilsk Nickel      | Sinara Iekaterinbourg   |                         |

### Par club
| Nbr de titres | Club                    | Années                                                           |
| ------------- | ----------------------- | ---------------------------------------------------------------- |
| 11            | Dinamo Moscou           | 2003, 2004, 2005, 2006, 2007, 2008, 2011, 2012, 2013, 2016, 2017 |
| 10            | Dina Moscou             | 1992, 1993, 1994, 1995, 1996, 1997, 1998, 1999, 2000, 2014       |
| 3             | Sinara Iekaterinbourg   | 2009, 2010, 2021                                                 |
| 3             | Gazprom-Iougra Iougorsk | 2015, 2018, 2022                                                 |
| 2             | MFK KPRF Moscou         | 2020, 2023                                                       |
| 1             | KSM24                   | 1991                                                             |
| 1             | Spartak Moscou          | 2001                                                             |
| 1             | MFK Norilsk Nickel      | 2002                                                             |
| 1             | MFK Tyumen              | 2019                                                             |